# Institut d’Estudis Regionals i Metropolitans de Barcelona
L'Institut d'Estudis Regionals i Metropolitans de Barcelona (IERMB), que anteriorment, des de la seva creació el 1984 fins al 2001, s'anomenà Institut d'Estudis Metropolitans de Barcelona (IEMB), és un consorci públic, situat al campus de Bellaterra de la Universitat Autònoma de Barcelona, i adscrit a l'Àrea Metropolitana de Barcelona, que té per objecte desenvolupar activitats de recerca, formació i difusió en l'àmbit urbà, social, ambiental, econòmic i territorial de l'àrea i la regió metropolitana de Barcelona, que té com a objectius millorar els coneixements sobre el territori, l'administració i la societat de l'àmbit metropolità barceloní, formar els tècnics que han de gestionar el territori i assessorar les institucions.
Creat el 1984, inicialment estava integrat per la Corporació Metropolitana de Barcelona, la Universitat Autònoma de Barcelona i la Cambra de Comerç, Indústria i Navegació de Barcelona, a les quals posteriorment s'han afegit altres universitats i organismes públics. Al llarg dels anys, la base territorial de l'Institut s'ha anat ampliant, i també la seva base institucional. Així, en l'actualitat el Consorci està format pels organismes administratius com l'Àrea Metropolitana i Ajuntament de Barcelona, universitaris com la Universitat Autònoma de Barcelona, la Universitat de Barcelona i la Universitat Politècnica de Catalunya, i institucions per a la promoció econòmica com la Cambra Oficial de Comerç, Indústria i Navegació de Barcelona.
Els seus primers directors, des de la seva creació el 1984, han estat Antoni Tulla i Pujol (1984-1987) i Antoni Serra i Ramoneda (1987-1988). Posteriorment, ho fou el geògraf Oriol Nel·lo i Colom (1988-1999). Entre les seves actuacions cal destacar l'Enquesta Metropolitana, de la qual el 1996 es presentà la tercera edició, que posa en relleu l'estructura social i les condicions de vida de la població metropolitana, així com la naturalesa i la percepció dels fenòmens i problemes que l'afecten. Posteriorment, des del IERMB, s'hi han realitzat noves enquestes d'anàlisi del territori metropolità. L'IEMB també duu a terme estudis que comparen la realitat urbana de Barcelona amb altres sistemes urbans d'arreu del món, especialment d'Europa, realitza estudis aplicats per encàrrec d'organismes públics, imparteix estudis de postgrau i organitza activitats de suport a l'administració local. Des del 2015 el seu director és Ricard Gomà i Carmona.